# Glostrup F.K.
Glostrup Fodbold Klub – I.F. 32 (Glostrup F.K.) er en dansk fodboldklub i Glostrup Kommune vest for København, hvor og holdet spiller sine hjemmekampe på Glostrup Stadion med plads til 4.000 tilskuere.
Glostrup F.K. blev dannet den 1. januar 2001 som en overbygning på tre fodboldklubber fra Glostrup Kommune: klubben Hvissinge FC samt fodboldafdelingerne i idrætsforeningerne IF 32 og Glostrup IC. I foråret 2003 gik man skridte videre og fusionerede de tre fodboldklubber, så alle aktiviteterne blev samlet i én klub, Glostrup FK.
Den 3. februar 2009 vedtog klubbens generalforsamling at oprette en delvis fusion mellem Glostrup FK og Albertslund IF Fodbold med virkning fra starten af sæsonen 2009-10. Fusionen omfattede de to klubbers U16-U19-hold samt de to seniorafdelinger, og de pågældende hold deltog derefter i turneringer under navnet Boldklubberne Glostrup Albertslund (BGA). På tidspunktet for fusionen havde Glostrup FK's bedste hold spillet i 2. division siden etableringen, mens Albertslund IF befandt sig i Danmarksserien. Det var forventningen, at samarbejdet ville styrke grundlaget for divisionsfodbold på Vestegnen, men BGA opnåede ikke de sportslige resultater, der var håbet på, og i 2014 var BGA's førstehold rykket to rækker ned til Sjællandsserien. På på et ekstraordinært repræsentantskabsmøde i BGA den 26. november 2014 blev det besluttet at ophæve fusionen pr. 30. juni 2015.
Glostrup FK's bedste hold genindtrådte i i det danske ligasystem i Sjællandsserien i sæsonen 2015-16, og i den række forblev holdet i 8 sæsoner i træk, indtil den i 2023 som nr. 1 i Sjællandsserien 2022-23 sikrede sig oprykning til Danmarksserien ved i næstsidste spillerunde at besejre oprykningsrivalerne fra Hørsholm-Usserød Idrætsklub med 4-1.

## Sæsoner
Førsteholdet for herrer overtog pladsen i 2. division fra den bedst placerede af de to moderklubber, IF 32.
I perioden 2009-15 var klubben en del af fusionsklubben Boldklubberne Glostrup Albertslund.
| Sæson   | Niveau                                | Division                              | Plac.                                 | K                                     | V                                     | U                                     | T                                     | Målscore                              | P                                     | Kommentar                             | Ref.                                  |
| ------- | ------------------------------------- | ------------------------------------- | ------------------------------------- | ------------------------------------- | ------------------------------------- | ------------------------------------- | ------------------------------------- | ------------------------------------- | ------------------------------------- | ------------------------------------- | ------------------------------------- |
| 2000-01 | 3                                     | 2. division                           | 10/16                                 | 30                                    | 10                                    | 6                                     | 14                                    | 50-59                                 | 36                                    |                                       |                                       |
| 2001-02 | 3                                     | 2. division                           | 16/16                                 | 30                                    | 14                                    | 4                                     | 12                                    | 54-58                                 | 46                                    |                                       |                                       |
| 2002-03 | 3                                     | 2. division                           | 16/16                                 | 30                                    | 15                                    | 2                                     | 13                                    | 64-58                                 | 47                                    |                                       |                                       |
| 2003-04 | 3                                     | 2. division                           | 10/16                                 | 30                                    | 11                                    | 5                                     | 14                                    | 53-57                                 | 38                                    |                                       |                                       |
| 2004-05 | 3                                     | 2. division                           | 15/16                                 | 30                                    | 17                                    | 4                                     | 9                                     | 65-44                                 | 55                                    |                                       |                                       |
| 2005-06 | 3                                     | 2. division øst                       | 17/14                                 | 26                                    | 11                                    | 4                                     | 11                                    | 49-41                                 | 37                                    |                                       |                                       |
| 2006-07 | 3                                     | 2. division øst                       | 12/14                                 | 26                                    | 6                                     | 5                                     | 15                                    | 25-50                                 | 23                                    |                                       |                                       |
| 2007-08 | 3                                     | 2. division øst                       | 11/16                                 | 30                                    | 11                                    | 2                                     | 17                                    | 45-55                                 | 35                                    |                                       |                                       |
| 2008-09 | 3                                     | 2. division øst                       | 11/16                                 | 30                                    | 9                                     | 10                                    | 11                                    | 37-52                                 | 37                                    |                                       |                                       |
| 2009-10 | Se Boldklubberne Glostrup Albertslund | Se Boldklubberne Glostrup Albertslund | Se Boldklubberne Glostrup Albertslund | Se Boldklubberne Glostrup Albertslund | Se Boldklubberne Glostrup Albertslund | Se Boldklubberne Glostrup Albertslund | Se Boldklubberne Glostrup Albertslund | Se Boldklubberne Glostrup Albertslund | Se Boldklubberne Glostrup Albertslund | Se Boldklubberne Glostrup Albertslund | Se Boldklubberne Glostrup Albertslund |
| 2010-11 | Se Boldklubberne Glostrup Albertslund | Se Boldklubberne Glostrup Albertslund | Se Boldklubberne Glostrup Albertslund | Se Boldklubberne Glostrup Albertslund | Se Boldklubberne Glostrup Albertslund | Se Boldklubberne Glostrup Albertslund | Se Boldklubberne Glostrup Albertslund | Se Boldklubberne Glostrup Albertslund | Se Boldklubberne Glostrup Albertslund | Se Boldklubberne Glostrup Albertslund | Se Boldklubberne Glostrup Albertslund |
| 2011-12 | Se Boldklubberne Glostrup Albertslund | Se Boldklubberne Glostrup Albertslund | Se Boldklubberne Glostrup Albertslund | Se Boldklubberne Glostrup Albertslund | Se Boldklubberne Glostrup Albertslund | Se Boldklubberne Glostrup Albertslund | Se Boldklubberne Glostrup Albertslund | Se Boldklubberne Glostrup Albertslund | Se Boldklubberne Glostrup Albertslund | Se Boldklubberne Glostrup Albertslund | Se Boldklubberne Glostrup Albertslund |
| 2012-13 | Se Boldklubberne Glostrup Albertslund | Se Boldklubberne Glostrup Albertslund | Se Boldklubberne Glostrup Albertslund | Se Boldklubberne Glostrup Albertslund | Se Boldklubberne Glostrup Albertslund | Se Boldklubberne Glostrup Albertslund | Se Boldklubberne Glostrup Albertslund | Se Boldklubberne Glostrup Albertslund | Se Boldklubberne Glostrup Albertslund | Se Boldklubberne Glostrup Albertslund | Se Boldklubberne Glostrup Albertslund |
| 2013-14 | Se Boldklubberne Glostrup Albertslund | Se Boldklubberne Glostrup Albertslund | Se Boldklubberne Glostrup Albertslund | Se Boldklubberne Glostrup Albertslund | Se Boldklubberne Glostrup Albertslund | Se Boldklubberne Glostrup Albertslund | Se Boldklubberne Glostrup Albertslund | Se Boldklubberne Glostrup Albertslund | Se Boldklubberne Glostrup Albertslund | Se Boldklubberne Glostrup Albertslund | Se Boldklubberne Glostrup Albertslund |
| 2014-15 | Se Boldklubberne Glostrup Albertslund | Se Boldklubberne Glostrup Albertslund | Se Boldklubberne Glostrup Albertslund | Se Boldklubberne Glostrup Albertslund | Se Boldklubberne Glostrup Albertslund | Se Boldklubberne Glostrup Albertslund | Se Boldklubberne Glostrup Albertslund | Se Boldklubberne Glostrup Albertslund | Se Boldklubberne Glostrup Albertslund | Se Boldklubberne Glostrup Albertslund | Se Boldklubberne Glostrup Albertslund |
| 2015-16 | 5                                     | Sjællandsserien, pulje 1              | 14/12                                 | 22                                    | 11                                    | 7                                     | 4                                     | 50-22                                 | 40                                    |                                       |                                       |
| 2016-17 | 5                                     | Sjællandsserien, pulje 1              | 19/12                                 | 22                                    | 7                                     | 4                                     | 11                                    | 29-40                                 | 25                                    |                                       |                                       |
| 2017-18 | 5                                     | Sjællandsserien, pulje 1              | 19/12                                 | 22                                    | 7                                     | 5                                     | 10                                    | 35-42                                 | 26                                    |                                       |                                       |
| 2018-19 | 5                                     | Sjællandsserien, pulje 1              | 18/12                                 | 22                                    | 8                                     | 5                                     | 9                                     | 30-38                                 | 29                                    |                                       |                                       |
| 2019-20 | 5                                     | Sjællandsserien, pulje 1              | 16/12                                 | 11                                    | 4                                     | 3                                     | 4                                     | 16-25                                 | 15                                    |                                       |                                       |
| 2020-21 | 5                                     | Sjællandsserien, pulje 1              | 13/14                                 | 13                                    | 8                                     | 2                                     | 3                                     | 32-21                                 | 26                                    | Kvalificeret til oprykningspulje      |                                       |
| 2020-21 | 5                                     | Sjællandsserien, oprykningspulje 1    | 2/7                                   | 19                                    | 14                                    | 2                                     | 3                                     | 50-25                                 | 44                                    |                                       |                                       |
| 2021-22 | 6                                     | Sjællandsserien, pulje 1              | 12/14                                 | 26                                    | 21                                    | 1                                     | 4                                     | 69-25                                 | 64                                    | Kvalificeret til oprykningskamp       |                                       |
| 2021-22 | 6                                     | Sjællandsserien, kvalifikation til DS | 2/3                                   | 1                                     | 0                                     | 0                                     | 1                                     | 3-4                                   | 0                                     |                                       |                                       |
| 2022-23 | 6                                     | Sjællandsserien, pulje 1              | 01/14                                 | 26                                    | 20                                    | 5                                     | 1                                     | 78-22                                 | 65                                    | Oprykning til Danmarksserien          |                                       |
| 2023-24 | 5                                     | Danmarksserien, pulje 2               | /                                     |                                       |                                       |                                       |                                       |                                       |                                       |                                       |                                       |

## Ekstern kilde/henvisning
- Glostrup FKs officielle hjemmeside